# Aloisia Veitová
Aloisia Veitová (18. července 1891 Pontebba – 6. prosince 1940 vyhlazovací centrum Hartheim, zámek Hartheim, Alkoven) byla sestřenicí Adolfa Hitlera z druhého kolene a obětí nacistických vražd osob s postižením.

## Život
Aloisia Veitová pocházela z rodu Schicklgruberů. Její prababička z otcovy strany Josepha Schicklgruberová a babička Adolfa Hitlera z otcovy strany Maria Anna Schicklgruberová byly sestry. Kvůli „nápadnému chování“ byla 26. ledna 1932 umístěna do ústavu Am Steinhof ve Vídni, kde strávila devět let na uzavřených odděleních. Podle jejího pacientského spisu trpěla „schizofrenní duševní poruchou s perplexí a depresí, roztržitostí, smyslovými iluzemi a bludy“.
Dne 28. listopadu 1940 byla převezena do vídeňského městského sanatoria a pečovatelského domu v Ybbs an der Donau, odkud byla dne 6. prosince 1940 transportována do nacistického vyhlazovacího centra Hartheim a usmrcena v plynové komoře.
Americký historik Timothy W. Ryback žijící v Salcburku a soukromý badatel Florian M. Beierl pátrají od srpna 2004 po osudu Aloisie Veitové ve spolupráci s mnichovským soudním patologem Wolfgangem Eisenmengerem. Své dokumentární poznatky zveřejnili v roce 2005.